# Martha Annie Whiteley
Martha Annie Whiteley, OBE FCS (Chelsea (Londres), Reino Unido, 11 de noviembre de 1866-Londres, ibíd., 24 de mayo de 1956), fue una química farmacéutica y matemática inglesa y una de las inventoras del gas mostaza, que le hirió en un brazo mientras hacía pruebas. El gas mostaza se utilizó extensamente durante la Primera Guerra Mundial. Fue también una de las defensoras del rol de la mujer en el sector de la química. Está identificada como una de las 175 caras de la química según la Royal Society of Chemistry británica.